# Benő Káposzta
 (11 août 2025).
Le texte peut changer fréquemment, n’est peut-être pas à jour et peut manquer de recul. N’hésitez pas à participer, en veillant à citer vos sources.
Dans le nom hongrois Káposzta Benő, le nom de famille précède le prénom, mais cet article utilise l’ordre habituel en français Benő Káposzta, où le prénom précède le nom.
Benő Káposzta, né le 7 juin 1942 à Budapest (Hongrie) et mort le 11 août 2025, est un footballeur international hongrois. De 1954 à  1979, il joue au poste de défenseur, avant de devenir entraîneur de 1991 à 1993.

## Biographie

### Carrière de joueur

#### Carrière en sélection
Avec l'équipe de Hongrie, il joue 19 matchs (pour aucun but inscrit) entre 1966 et 1969. 
Il joue son premier match le 3 mai 1966 contre la Pologne et il reçoit sa dernière sélection le 24 septembre 1969 contre la Suède.
Il figure dans le groupe des sélectionnés lors de la Coupe du monde de 1966. Il joue quatre matchs lors du mondial : contre le Portugal, le Brésil, la Bulgarie et enfin l'Union soviétique.
Il participe également aux Jeux olympiques de 1964 (sans toutefois jouer de matchs).

## Palmarès
| Újpest FC - Championnat de Hongrie (7) : - Champion : 1959-60, 1969, 1970, 1970-71, 1971-72, 1972-73 et 1973-74. - Vice-champion : 1960-61, 1961-62, 1967 et 1968. - Coupe de Hongrie (2) : - Vainqueur : 1969 et 1970. - Coupe des villes de foires : - Finaliste : 1968-1969. - Coupe Mitropa : - Finaliste : 1966-1967. |  | Hongrie - Jeux olympiques (1) : - Or : 1964. |